# Danh sách chương trình giữa hiệp Super Bowl
Các chương trình biểu diễn giữa hiệp là truyền thống của các trận đấu bóng bầu dục Mỹ tại mọi cấp độ thi đấu. Màn giải trí trong trận tranh chức vô địch Siêu cúp Bóng bầu dục Mỹ hàng năm của Giải Bóng bầu dục Quốc gia (NFL) đại diện cho mối liên kết cơ bản giữa bóng bầu dục với văn hóa đại chúng, điều này giúp mở rộng khán giả truyền hình và sự quan tâm đến trận siêu cúp trên toàn nước Mỹ.

## Danh sách
Sau đây là danh sách những nghệ sĩ biểu diễn, nhà sản xuất, chủ đề và nhà tài trợ cho mỗi chương trình giữa hiệp Super Bowl. Danh sách này không bao gồm những nghệ sĩ hát quốc ca, được liệt kê riêng trong bài viết Danh sách những người biểu diễn quốc ca tại Super Bowl. Nghệ sĩ chính được in đậm.

### Thập niên 1990
| Super Bowl | Thời gian        | Địa điểm                                         | Chủ đề                                                      | Biểu diễn | Nhà sản xuất                                           | Nhà tài trợ | Danh sách trình diễn | Nguồn                   |
| ---------- | ---------------- | ------------------------------------------------ | ----------------------------------------------------------- | --- | ------------------------------------------------------ | --- | --- | ----------------------- |
| XXVII      | 31 tháng 1, 1993 | Rose Bowl (Pasadena, California)                 | —                                                           | Michael Jackson | - Radio City - Scott Sanders - Don Mischer Productions | | - "Jam" (M. Jackson) - "Billie Jean" (M. Jackson) - "Black or White" (M. Jackson) - "We Are the World" (cùng tốp ca thiếu nhi) - "Heal the World" (M. Jackson) | [ 2 ] [ 3 ]             |
| XXVIII     | 30 tháng 1, 1994 | Georgia Dome (Atlanta, Georgia)                  | Rockin' Country Sunday                                      | - Clint Black - Tanya Tucker - Travis Tritt - The Judds                                                                       | Select Productions                                     | - "Tuckered Out" (Clint Black) - "It's a Little Too Late" (Tanya Tucker) - "T-R-O-U-B-L-E" (Travis Tritt) - "No One Else on Earth" (Wynonna Judd) - "Love Can Build a Bridge" (The Judds, cùng các nghệ sĩ khác và khách mời đặc biệt cho câu hát cuối cùng) | [ 2 ] |                         |
| XXIX       | 29 tháng 1, 1995 | Sân vận động Joe Robbie (Miami Gardens, Florida) | Indiana Jones and the Temple of the Forbidden Eye           | - Patti LaBelle - Indiana Jones & Marion Ravenwood - Teddy Pendergrass - Tony Bennett - Arturo Sandoval - Miami Sound Machine | Công ty Walt Disney                                    | - "Release Yourself" (Patti LaBelle) - "Caravan" (Tony Bennett, Arturo Sandoval and Miami Sound Machine) - "New Attitude" (Patti LaBelle) - "Can You Feel The Love Tonight" (Patti LaBelle and Tony Bennett)                                                 | [ 2 ] |                         |
| XXX        | 28 tháng 1, 1996 | Sân vận động Sun Devil (Tempe, Arizona)          | Take Me Higher: A Celebration of 30 Years of the Super Bowl | Diana Ross | Radio City Music Hall                                  | Oscar Mayer | Liên khúc: - "Stop In The Name Of Love" - "You Keep Me Hangin' On" - "Baby Love" - "You Can't Hurry Love" - "Why Do Fools Fall in Love" - "Chain Reaction" - "Reach Out and Touch (Somebody's Hand)" - "Ain't No Mountain High Enough" - "I Will Survive" - "Take Me Higher" | [ 2 ] [ 3 ]             |
| XXXI       | 26 tháng 1, 1997 | Louisiana Superdome (New Orleans, Louisiana)     | Blues Brothers Bash                                         | - The Blues Brothers (Dan Aykroyd, John Goodman và Jim Belushi) - ZZ Top - James Brown - Catherine Crier                      | - Select Productions - Radio City - House of Blues     | Oscar Mayer | - "Everybody Needs Somebody to Love" (The Blues Brothers) - "Soul Man" (The Blues Brothers) - "I Got You (I Feel Good)" (James Brown) - "Get Up (I Feel Like Being a) Sex Machine" (James Brown) - "Tush" (ZZ Top) - "Legs" (ZZ Top) - "Gimme Some Lovin'" (all performers joined together)                                                                                       | [ 2 ]                   |
| XXXII      | 25 tháng 1, 1988 | Sân vận động San Diego (San Diego, California)   | Salute to Motown's 40th Anniversary                         | - Boyz II Men - Smokey Robinson - Martha Reeves - The Temptations - Queen Latifah - Grambling State University Marching Band  | Radio City Music Hall                                  | - Royal Caribbean International - Celebrity Cruises | - "Get Ready" (The Temptations) - "I Can't Help Myself" (The Temptations) - "The Tracks of My Tears" (Smokey Robinson) - "My Girl" (The Temptations with Smokey Robinson) - "Heat Wave" (Martha and the Vandellas) - "Paper" (Queen Latifah) - "Motownphilly" (Boyz II Men) - "A Song for Mama" (Boyz II Men) - "Dancing in the Street" (all artists joined by GSU Marching Band) | [ 2 ] [ 3 ] [ 4 ] [ 5 ] |
| XXXIII     | January 31, 1999 | Sân vận động Pro Player (Miami Gardens, Florida) | Lễ kỷ niệm Soul, Salsa và Swing                             | - Gloria Estefan - Stevie Wonder - Big Bad Voodoo Daddy - Savion Glover                                                       | Radio City Music Hall                                  | Progressive Auto Insurance | - "Go Daddy O" (Big Bad Voodoo Daddy) - "Sir Duke" (Stevie Wonder) - "You Are The Sunshine Of My Life" (Stevie Wonder) - "I Wish" (Stevie Wonder) - "Oye!" (Gloria Estefan) - "Turn The Beat Around" (Gloria Estefan) - "You'll Be Mine (Party Time)/Another Star/My Cherie Amour" (Gloria Estefan and Stevie Wonder)                                                             | [ 2 ]                   |

### Thập niên 2000
| Super Bowl | Thời gian        | Địa điểm                                         | Chủ đề                                              | Nghệ sĩ chính | Khách mời đặc biệt                                    | Nhà sản xuất                                           | Nhà tài trợ         | Danh sách trình diễn | Nguồn       |
| ---------- | ---------------- | ------------------------------------------------ | --------------------------------------------------- | --- | ----------------------------------------------------- | ------------------------------------------------------ | ------------------- | --- | ----------- |
| XXXIV      | January 30, 2000 | Georgia Dome (Atlanta, Georgia)                  | Tapestry of Nations                                 | - Phil Collins - Christina Aguilera - Enrique Iglesias - Toni Braxton - Tốp ca 80 người (Đại học Bang Georgia) - Edward James Olmos (dẫn chuyện) | —                                                     | Disney                                                 | E-Trade             | - "Reflections of Earth" Instrumental (Walt Disney World Millennium Celebration soundtrack) - "Celebrate the Future Hand in Hand" (Christina Aguilera & Enrique Iglesias) - "Tapestry of Nations" Instrumental (Walt Disney World Millennium Celebration nhạc phim) - "Two Worlds" (Phil Collins) - "We Go On" (Toni Braxton)                                                                         | [ 2 ] [ 6 ] |
| XXXV       | 28 tháng 1, 2001 | Sân vận động Raymond James (Tampa, Florida)      | The Kings of Rock and Pop                           | - Aerosmith - NSYNC | - Britney Spears - Mary J. Blige - Nelly              | MTV                                                    | E-Trade             | - Phần giới thiệu họa tiết hài kịch ngắn được ghi trước bởi Ben Stiller, Adam Sandler, Chris Rock, Aerosmith và NSYNC - "Bye Bye Bye" (NSYNC) - "I Don't Want to Miss a Thing" (Aerosmith) - "It's Gonna Be Me" (NSYNC) - "Jaded" (Aerosmith) - "Walk This Way" (Aerosmith, NSYNC, Britney Spears, Mary J. Blige, Nelly)                                                                              | [ 2 ] [ 3 ] |
| XXXVI      | 3 tháng 2, 2002  | Louisiana Superdome (New Orleans, Louisiana)     | Tribute to those killed in the September 11 attacks | U2 | —                                                     | Clear Channel Entertainment                            | E-Trade             | - "Beautiful Day" - "MLK" - "Where the Streets Have No Name" | [ 2 ] [ 3 ] |
| XXXVII     | 26 tháng 1, 2003 | Sân vận động San Diego (San Diego, California)   | —                                                   | - Shania Twain - No Doubt | Sting                                                 | - Jimmy Iovine - Joel Gallen                           | AT&T Wireless       | - "Man! I Feel like a Woman!" (Shania Twain) - "Up!" (Shania Twain) - "Just a Girl" (No Doubt) - "Message in a Bottle" (Sting cùng No Doubt) | [ 2 ]       |
| XXXVII     | 1 tháng 2, 2004  | Sân vận động Reliant (Houston, Texas)            | Choose or Lose                                      | - Janet Jackson - P. Diddy - Nelly - Kid Rock - Justin Timberlake - Jessica Simpson                                                              | Spirit of Houston và ban nhạc diễu hành Ocean of Soul | MTV                                                    | AOL TopSpeed        | - "The Way You Move" (ban nhạc diễu hành Spirit of Houston và Ocean of Soul) - "All for You" (Janet Jackson) - "Bad Boy for Life" (P. Diddy) - "Diddy" theo giai điệu của "Mickey" (P. Diddy) - "Hot in Herre" (Nelly) - "Mo Money Mo Problems" (P. Diddy) - "Bawitdaba" (Kid Rock) - "Cowboy" (Kid Rock) - "Rhythm Nation" (Janet Jackson) - "Rock Your Body" (Justin Timberlake cùng Janet Jackson) | [ 2 ] [ 3 ] |
| XXXIX      | 6 tháng 2, 2005  | Sân vận động Alltel (Jacksonville, Florida)      | —                                                   | Paul McCartney | —                                                     | Don Mischer Productions                                | Ameriquest Mortgage | - "Drive My Car" - "Get Back" - "Live and Let Die" - "Hey Jude" | [ 2 ]       |
| XL         | 5 tháng 2, 2006  | Ford Field (Detroit, Michigan)                   | —                                                   | The Rolling Stones | —                                                     | Don Mischer Productions                                | Sprint Nextel       | - "Start Me Up" - "Rough Justice" - "(I Can't Get No) Satisfaction" | [ 2 ] [ 3 ] |
| XLI        | 4 tháng 2, 2007  | Sân vận động Dolphin (Miami Gardens, Florida)    | —                                                   | Prince | Ban nhạc diễu hành Đại học Florida A&M                | - Don Mischer Productions - White Cherry Entertainment | Pepsi               | - "We Will Rock You" (mở đầu) - "Let's Go Crazy" - "Baby I'm a Star" - "Proud Mary" - "1999" - "All Along the Watchtower" - "Best of You" - "Purple Rain" | [ 2 ] [ 3 ] |
| XLII       | 3 tháng 2, 2008  | Sân vận động Đại học Phoenix (Glendale, Arizona) | —                                                   | Tom Petty and the Heartbreakers | —                                                     | - Don Mischer Productions - White Cherry Entertainment | Bridgestone         | - "American Girl" - "I Won't Back Down" - "Free Fallin'" - "Runnin' Down a Dream" | [ 2 ]       |
| XLIII      | 1 tháng 2, 2009  | Sân vận động Raymond Stadium (Tampa, Florida)    | —                                                   | Bruce Springsteen và E Street Band | The Miami Horns                                       | - Don Mischer Productions - White Cherry Entertainment | Bridgestone         | - "Tenth Avenue Freeze-Out" - "Born to Run" - "Working on a Dream" - "Glory Days" | [ 2 ]       |

### Thập niên 2010
| Super Bowl          | Thời gian       | Địa điểm                                           | Nghệ sĩ chính       | Khách mời đặc biệt | Đạo diễn        | Nhà sản xuất               | Nhà tài trợ      | Danh sách trình diễn | Nguồn                              |
| ------------------- | --------------- | -------------------------------------------------- | ------------------- | --- | --------------- | -------------------------- | ---------------- | --- | ---------------------------------- |
| XLIV                | 7 tháng 2, 2010 | Sân vận động Sun Life (Miami Gardens, Florida)     | The Who             | — | Hamish Hamilton | White Cherry Entertainment | Bridgestone      | - "Pinball Wizard" - "Baba O'Riley" - "Who Are You" - "See Me, Feel Me" - "Won't Get Fooled Again" | [ 2 ]                              |
| XLV                 | 6 tháng 2, 2011 | Sân vận động Cowboys (Arlington, Texas)            | The Black Eyed Peas | - Usher - Slash - Dallas/Ft. Worth-các đội diễn tập và nhóm nhảy của trường trung học khu vực - Prairie View A&M University Marching Storm | Hamish Hamilton | Ricky Kirshner             | Bridgestone      | - "I Gotta Feeling" (The Black Eyed Peas) - "Boom Boom Pow" (The Black Eyed Peas) - "Sweet Child O' Mine" (Slash & Fergie) - "Pump It" (The Black Eyed Peas) - "Let's Get It Started" (The Black Eyed Peas) - "OMG" (Usher & will.i.am) - "Where Is The Love?" (The Black Eyed Peas) - "The Time (Dirty Bit)" cùng "I Gotta Feeling" phát lại (The Black Eyed Peas)                           | [ 2 ]                              |
| XLVI                | 5 tháng 2, 2012 | Sân vận động Lucas Oil (Indianapolis, Indiana)     | Madonna             | - LMFAO - Cirque du Soleil - Nicki Minaj - M.I.A. - Cee Lo Green - Andy Lewis - Đội trống Trường Trung học Avon - Đội trống Trường Trung học Center Grove - Đội trống Trường Trung học Fishers - Đội trống Trường Trung học Franklin Central - Nhóm nhảy Đại học Southern - Dàn hợp xướng 200 người dân địa phương | Hamish Hamilton | Ricky Kirshner             | Bridgestone      | - "Vogue" (Madonna) - "Music" / "Party Rock Anthem" / "Sexy and I Know It" (Madonna with LMFAO) - "Give Me All Your Luvin'" (Madonna with Nicki Minaj and M.I.A.) - "Open Your Heart" / "Express Yourself" (Madonna cùng Cee Lo Green) - "Like a Prayer" (Madonna cùng Cee Lo Green) |                                    |
| XLVII               | 3 tháng 2, 2013 | Mercedes-Benz Superdome (New Orleans, Louisiana)   | Beyoncé             | Destiny's Child | Hamish Hamilton | Ricky Kirshner             | Pepsi            | - "Run the World (Girls)" (mở đầu) / Vince Lombardi đọc bài phát biểu "Excellence" - "Love On Top" (Beyoncé) - "Crazy in Love" (Beyoncé) - "End of Time" (Beyoncé) - "Baby Boy" (Beyoncé) - "Bootylicious" (Destiny's Child) - "Independent Women Part I" (Destiny's Child) - "Single Ladies (Put a Ring on It)" (Beyoncé hợp tác cùng Kelly Rowland và Michelle Williams) - "Halo" (Beyoncé) | [ 15 ]                             |
| XLVIII              | 2 tháng 2, 2014 | Sân vận động MetLife (East Rutherford, New Jersey) | Bruno Mars          | Red Hot Chili Peppers | Hamish Hamilton | Ricky Kirshner             | Pepsi            | - "Billionaire" (mở đầu) (dàn hợp xướng thiếu nhi) - "Locked Out of Heaven" (Bruno Mars) - "Treasure" (Bruno Mars) - "Runaway Baby" (Bruno Mars) - "Give It Away" (Red Hot Chili Peppers cùng Bruno Mars) - "Just the Way You Are" (Bruno Mars) | [ 16 ]                             |
| XLIX (chương trình) | 1 tháng 2, 2015 | Sân vận động Đại học Phoenix (Glendale, Arizona)   | Katy Perry          | - Lenny Kravitz - Missy Elliott - Ban nhạc diễu hành Đại học Bang Arizona | Hamish Hamilton | Ricky Kirshner             | Pepsi            | - "Roar" (Katy Perry) - "Dark Horse" (Katy Perry) - "I Kissed a Girl" (Lenny Kravitz và Katy Perry) - "Teenage Dream" (Katy Perry) - "California Gurls" (Katy Perry) - "Get Ur Freak On" (Missy Elliott và Katy Perry) - "Work It" (Missy Elliott và Katy Perry) - "Lose Control" (Missy Elliott) - "Firework" (Katy Perry)                                                                   | [ 17 ] [ 18 ] [ 19 ]               |
| 50                  | 7 tháng 2, 2016 | Sân vận động Levi's (Santa Clara, California)      | Coldplay            | - Beyoncé - Bruno Mars - Mark Ronson - Gustavo Dudamel - University of California Marching Band - Youth Orchestra L.A. | Hamish Hamilton | Ricky Kirshner             | Pepsi            | - "Yellow" (Coldplay) - "Viva la Vida" (Coldplay) - "Paradise" (Coldplay) - "Adventure of a Lifetime" (Coldplay) - "Uptown Funk" (Mark Ronson & Bruno Mars) - "Formation" (Beyoncé) - "Crazy In Love"/"Uptown Funk" (Beyoncé, Bruno Mars) - "Clocks" (nhạc cụ) (Coldplay) - "Fix You"/"Up & Up" (Coldplay, Beyoncé và Bruno Mars)                                                             | [ 21 ] [ 22 ] [ 23 ] [ 24 ] [ 25 ] |
| LI                  | 5 tháng 2, 2017 | Sân vận động NRG (Houston, Texas)                  | Lady Gaga           | — | Hamish Hamilton | Ricky Kirshner             | Pepsi Zero Sugar | - "God Bless America"/"This Land Is Your Land" - "Poker Face" - "Born This Way" - "Telephone" - "Just Dance" - "Million Reasons" - "Bad Romance" | [ 26 ] [ 27 ]                      |
| LII                 | 4 tháng 2, 2018 | Sân vận động U.S. Bank (Minneapolis, Minnesota)    | Justin Timberlake   | - The Tennessee Kids - Ban nhạc diễu hành Đại học Minnesota | Hamish Hamilton | Ricky Kirshner             | Pepsi            | - "Filthy" - "Rock Your Body" - "Señorita" - "SexyBack" - "My Love" - "Cry Me a River" - "Suit & Tie" (hợp tác cùng ban nhạc diễu hành đại học) - "Until the End of Time" - "I Would Die 4 U" - "Mirrors" - "Can't Stop the Feeling!" | [ 28 ] [ 29 ] [ 30 ] [ 31 ] [ 32 ] |
| LIII                | 3 tháng 2, 2019 | Mercedes-Benz Stadium (Atlanta, Georgia)           | Maroon 5            | - Travis Scott - Big Boi - Ban nhạc diễu hành Đại học Bang Georgia | Hamish Hamilton | Ricky Kirshner             | Pepsi            | - "Harder to Breathe" (Maroon 5) - "This Love" (Maroon 5) - "Sicko Mode" (Travis Scott) - "Girls Like You" (Maroon 5) - "She Will Be Loved" (Maroon 5) - "Kryptonite (I'm on It)" (Big Boi) - "The Way You Move" (Big Boi) - "Sugar" (Maroon 5) - "Moves Like Jagger" (Maroon 5) |                                    |

### Thập niên 2020
| Super Bowl          | Thời gian        | Địa điểm                                        | Nghệ sĩ chính                                                    | Khách mời đặc biệt                                                                   | Đạo diễn        | Nhà sản xuất                                         | Nhà tài trợ   | Danh sách trình diễn | Nguồn                |
| ------------------- | ---------------- | ----------------------------------------------- | ---------------------------------------------------------------- | ------------------------------------------------------------------------------------ | --------------- | ---------------------------------------------------- | ------------- | --- | -------------------- |
| LIV                 | 2 tháng 2, 2020  | Sân vận động Hard Rock (Miami Gardens, Florida) | - Shakira - Jennifer Lopez                                       | - Bad Bunny - J Balvin - Emme Muñiz                                                  | Hamish Hamilton | - Ricky Kirshner - VAMC Studios - Jay-Z - Roc Nation | Pepsi         | - "Dare (La La La)" (Shakira) - "She Wolf" (Shakira) - "Empire" (Shakira) - "Kashmir" (Orchestral intro) - "Whenever, Wherever" (Shakira) - "I Like It" (Shakira và Bad Bunny) - "Chantaje" / "Callaíta" (Shakira và Bad Bunny) - "Hips Don't Lie" (Shakira) - "Jenny from the Block" (Jennifer Lopez) - "Ain't It Funny (Murder Remix)" (Jennifer Lopez) - "Get Right" (Jennifer Lopez) - "Waiting for Tonight" (Jennifer Lopez) - "Booty" / "Que Calor" / "El Anillo" / "Love Don't Cost a Thing" / "Mi Gente" (Jennifer Lopez và J Balvin) - "On the Floor" (Jennifer Lopez) - "Let's Get Loud" / "Born in the U.S.A." (Shakira, Jennifer Lopez và Emme Muñiz) - "Waka Waka (This Time for Africa)" (Shakira và Jennifer Lopez) | [ 33 ] [ 34 ] [ 35 ] |
| LV                  | 7 tháng 2, 2021  | Sân vận động Raymond James (Tampa, Florida)     | The Weeknd                                                       | —                                                                                    | Hamish Hamilton | - Jesse Collins - Jay-Z - Roc Nation                 | Pepsi         | - "Call Out My Name" - "Starboy" - "The Hills" - "Can't Feel My Face" - "I Feel It Coming" - "Save Your Tears" - "Earned It" - "House of Balloons" - "Blinding Lights" | [ 36 ]               |
| LVI                 | 13 tháng 2, 2022 | Sân vận động SoFi (Inglewood, California)       | - Dr. Dre - Snoop Dogg - Eminem - Mary J. Blige - Kendrick Lamar | 50 Cent Anderson .Paak                                                               | Hamish Hamilton | - Jesse Collins - Jay-Z - Roc Nation                 | Pepsi         | - "The Next Episode" (Dr. Dre và Snoop Dogg) - "California Love" (Dr. Dre và Snoop Dogg) - "In da Club" (50 Cent) - "Family Affair" (Mary J. Blige) - "No More Drama" (Mary J. Blige) - "M.A.A.D City" (Kendrick Lamar) - "Alright" (Kendrick Lamar) - "Forgot About Dre" (Kendrick Lamar và Eminem) - "Lose Yourself" (Eminem cùng Anderson .Paak theo giai điệu trống) - "I Ain't Mad at Cha" (nhạc cụ) (Dr. Dre) - "Still D.R.E." (Dr. Dre, Snoop Dogg, Eminem, Mary J. Blige, Kendrick Lamar và 50 Cent) | [ 37 ]               |
| LVII (chương trình) | 12 tháng 2, 2023 | Sân vận động State Farm (Glendale, Arizona)     | Rihanna                                                          | —                                                                                    | Hamish Hamilton | - Jesse Collins - Jay-Z - Roc Nation                 | Apple Music   | - "What's My Name?" (mở đầu) - "Bitch Better Have My Money" - "Where Have You Been" - "Only Girl (In the World)" - "We Found Love" - "Rude Boy" - "Pose" - "Work" - "Wild Thoughts" - "Birthday Cake" - "Pour It Up" - "All of the Lights" - "Run This Town" - "Umbrella" - "Diamonds" | [ 40 ]               |
| LVIII (show)        | 11 tháng 2, 2024 | Sân vận động Allegiant (Paradise, Nevada)       | Usher                                                            | Alicia Keys Jermaine Dupri H.E.R. will.i.am Lil Jon Ludacris Sonic Boom of the South | Hamish Hamilton | - Jesse Collins - Jay-Z - Roc Nation                 | Apple Music   | - "My Way" (mở đầu) - "Caught Up" (Usher) (contains elements of "U Don't Have to Call" và "Superstar") - "Love in This Club" (Usher) - "If I Ain't Got You" (Usher và Alicia Keys) - "My Boo" (Usher và Alicia Keys) - "Confessions Part II" (giới thiệu bởi Jermaine Dupri) - "Burn" (Usher) (contains elements of "Nice & Slow") - "U Got It Bad" (Usher with H.E.R. on guitar) (contains elements of "Bad Girl") - "OMG" (Usher and will.i.am) - "Turn Down for What" (Usher and Lil Jon) - "Yeah!" (Usher, Lil Jon, and Ludacris) (contains elements of "Freek-a-Leek" & "Get Low") | [ 41 ] [ 42 ] [ 43 ] |
| LIX (chương trình)  | 9 tháng 2, 2025  | Caesars Superdome (New Orleans, Louisiana)      | chờ thông báo                                                    | chờ thông báo                                                                        | chờ thông báo   | chờ thông báo                                        | chờ thông báo | chờ thông báo | [ 44 ]               |

## Kỷ lục
- Chương trình giữa hiệp Super Bowl XLIX với sự tham gia của Katy Perry là chương trình giữa hiệp Super Bowl được xem nhiều nhất, với lượng khán giả truyền hình là 118,5 triệu người xem[45]
- Chương trình giữa hiệp Super Bowl LIV với sự tham gia của Shakira và Jennifer Lopez là chương trình giữa hiệp Super Bowl được xem nhiều nhất trên YouTube với 267 triệu lượt xem.[46]
- Dựa trên các số liệu trực tuyến, TicketSource tiết lộ rằng chương trình giữa hiệp của Super Bowl LIV với sự tham gia của Shakira và Jennifer Lopez là chương trình giữa hiệp "nổi tiếng nhất thế giới".[47]